# Pointe de la Verdure
La pointe de la Verdure est un cap de Guadeloupe.

## Géographie
Elle se situe au Gosier, face au Fort Fleur d'épée, les deux points formant la Grande Baie.